# Kabaki (przystanek kolejowy)
Kabaki (biał. Кабакі, ros. Кабаки) – przystanek kolejowy w miejscowości Kabaki, w rejonie bereskim, w obwodzie brzeskim, na Białorusi. Leży na linii Moskwa - Mińsk - Brześć.